# Coelorinchus oliverianus
Coelorinchus oliverianus és una espècie de peix de la família dels macrúrids i de l'ordre dels gadiformes.

## Morfologia
- Els mascles poden assolir 35 cm de llargària total.[5][6]

## Depredadors
És depredat per Micromesistius australis i Genypterus blacodes.

## Hàbitat
És un peix d'aigües profundes que viu entre 85-1245 m de fondària, tot i que, normalment, ho fa entre 400-600.

## Distribució geogràfica
És un endemisme de Nova Zelanda.